# ACID
Adatbázisok esetén az ACID az Atomicity (atomiság), Consistency (konzisztencia), Isolation (izoláció), és Durability (tartósság) rövidítése. Ezek az adatbázis-kezelő rendszer tranzakciófeldolgozó képességeinek alapelemei. Ezek nélkül az adatbázis integritása nem garantálható.

## Alapelemek

### Atomicitás
Az atomicitás megköveteli, hogy több műveletet atomi (oszthatatlan) műveletként lehessen végrehajtani, azaz vagy az összes művelet sikeresen végrehajtódik, vagy egyik sem.

### Konzisztencia
A konzisztencia biztosítja, hogy az adatok a tranzakció előtti érvényes állapotból ismét egy érvényes állapotba kerüljenek. Minden erre vonatkozó szabálynak (hivatkozási integritás, adatbázis triggerek stb.) érvényesülnie kell.

### Izoláció
A tranzakciók izolációja azt biztosítja, hogy az egy időben zajló tranzakciók olyan állapothoz vezetnek, mint amilyet sorban végrehajtott tranzakciók érnének el. Egy végrehajtás alatt álló tranzakció hatásai nem láthatóak a többi tranzakcióból.

### Tartósság
A végrehajtott tranzakciók változtatásait egy tartós adattárolón kell tárolni, hogy a szoftver vagy a hardver meghibásodása, áramszünet, vagy egyéb hiba esetén is megmaradjon.